# Engenharia de reservatório
Engenharia de reservatório é um ramo da engenharia de petróleo no qual se aplica os princípios científicos aos problemas de drenagem que surgem durante o desenvolvimento e produção de reservatórios de petróleo e gás natural, de modo a obter uma alta recuperação econômica.
As ferramentas de trabalho do engenheiro de reservatórios são geologia, matemática aplicada e os modelos computacionais, e as leis básicas da física e da química que regem o comportamento das fases líquida e vapor de petróleo bruto, gás natural e de água na rocha reservatório.
De interesse particular a engenheiros de reservatório é gerar estimativas precisas de reservas para uso em relatórios financeiros para órgãos reguladores de mercado de ações como por exemplo nos EUA o SEC. Outras responsabilidades de sua atividade incluem modelagem numérica do reservatório, previsão de produção, ensaio de poços, perfuração de poços e planejamento, modelagem econômica e análise PVT dos fluidos do reservatório.
Engenheiros de reservatório também tem um papel central no planejamento de desenvolvimento de campo, recomendando esquemas de esgotamento de reservatório apropriados e economicamente favoráveis como inundação com água ou injeção de gás para maximizar a recuperação de hidrocarbonetos. Devido a mudanças na legislação de vários países produtores de hidrocarbonetos, eles também estão envolvidos no design e implementação de projetos de sequestro de carbono com o objetivo de minimizar a emissão de gases do efeito estufa.